# Halit
Halit (von altgriechisch ἅλς hals, Gen. ἁλός halos, „Salz“) ist ein häufig vorkommendes Mineral aus der Mineralklasse der einfachen Halogenide. Es kristallisiert im kubischen Kristallsystem mit der chemischen Zusammensetzung NaCl und ist damit chemisch gesehen Natriumchlorid.
Halit entwickelt meist würfelförmige Kristalle und großflächige, körnige bis massige, selten auch faserige Mineral-Aggregate. In reiner Form ist Halit farblos und durchsichtig. Durch vielfache Lichtbrechung aufgrund von polykristalliner Ausbildung kann er aber auch weiß erscheinen und durch Fremdbeimengungen oder Gitterbaufehler eine graue, bräunliche, gelbe bis rote oder bläuliche Farbe annehmen, wobei die Transparenz entsprechend abnimmt.
Halit ist ein gesteinsbildendes Mineral und maßgeblich am Aufbau der Steinsalz-Lagerstätten beteiligt. Steinsalz ist ein monomineralisches Gestein, welches sich, bis auf geringe Beimengungen anderer Salzminerale wie Anhydrit, Gips, Sylvin und anderen, fast ausschließlich aus dem Mineral Halit zusammensetzt. Deshalb werden „Steinsalz“ und „Halit“ in der deutschen Umgangssprache trotz Ungenauigkeit häufig synonym verwendet.

## Etymologie und Geschichte
Der Name Halit leitet sich vom altgriechischen Wort hals ἅλς (Plural hales ἅλες, Neutrum halas ἅλας) für Salz und der Endung -itos -ιτος ab und bedeutet demnach „salzig“ oder „das Salz betreffend“ (siehe auch Halogene).
Das aus Salzstöcken oder Salinen gewonnene Speisesalz ist bereits seit der Antike eine begehrte Handelsware, die auf so genannten Salzstraßen von den Herstellungsorten in salzarme Regionen exportiert wurde. Es hatte teilweise einen so hohen Wert, dass es auch als Weißes Gold bezeichnet wurde.
Da der Halit bereits lange vor der Gründung der International Mineralogical Association (IMA) bekannt und als eigenständige Mineralart anerkannt war, wurde dies von ihrer Commission on New Minerals, Nomenclature and Classification (CNMNC) übernommen und bezeichnet den Halit als sogenanntes „grandfathered“ (G) Mineral. Die seit 2021 ebenfalls von der IMA/CNMNC anerkannte Kurzbezeichnung (auch Mineral-Symbol) von Halit lautet „Hl“.

## Klassifikation
Bereits in der veralteten 8. Auflage der Mineralsystematik nach Strunz gehörte der Halit zur Mineralklasse der „Halogenide“ und dort zur Abteilung der „Einfachen Halogenide“ (mit Metall : Halogen = 1 : 1), wo er als Namensgeber die „Halit-Reihe“ mit der Systemnummer III/A.02 und den weiteren Mitgliedern Bromargyrit, Carobbiit, Chlorargyrit, Sylvin und Villiaumit bildete.
Im Lapis-Mineralienverzeichnis nach Stefan Weiß, das sich im Aufbau noch nach dieser alten Form der Systematik von Karl Hugo Strunz richtet, erhielt das Mineral die System- und Mineral-Nr. III/A.02-030. In der „Lapis-Systematik“ entspricht dies ebenfalls der Abteilung „Einfache Halogenide“, wo Halit zusammen mit Bromargyrit, Carobbiit, Chlorargyrit, Griceit, Sylvin und Villiaumit eine unbenannte Gruppe mit der gleichen Systemnummer wie die ursprüngliche Strunz-Systematik bildet.
Die von der International Mineralogical Association (IMA) zuletzt 2009 aktualisierte 9. Auflage der Strunz’schen Mineralsystematik ordnet den Halit in die etwas verfeinerte Abteilung der „Einfachen Halogenide ohne H2O“ ein. Diese ist weiter unterteilt nach dem Stoffmengenverhältnis von Metall (M) zu Halogen (X), so dass das Mineral entsprechend seiner Zusammensetzung in der Unterabteilung „M : X = 1 : 1 und 2 : 3“ zu finden ist, wo es ebenfalls namensgebend die „Halitgruppe“ mit der Systemnummer 3.AA.20 und den weiteren Mitgliedern Carobbiit, Griceit, Sylvin und Villiaumit bildet.
In der vorwiegend im englischen Sprachraum gebräuchlichen Systematik der Minerale nach Dana hat Halit die System- und Mineralnummer 09.01.01.01. Dies entspricht der Klasse und gleichnamigen Abteilung der „Halogenide“. Hier ist er ebenfalls in der nach ihm benannten „Halitgruppe“ mit der Systemnummer 09.01.01 innerhalb der Unterabteilung „Wasserfreie und wasserhaltige Halogenide mit der Formel AX“ zu finden.

## Chemismus
Halit besteht theoretisch aus 39,4 % Natrium und 60,6 % Chlor und die Verbindung ist bei sedimentärer Bildung meist auch sehr rein, das heißt, es findet kein diadocher Einbau anderer Elemente statt. Beispielsweise liegt der Einbau von Brom als Ersatz für Chlor bei unter 0,05 %. Die sedimentäre Bildung fördert allerdings mechanische Einschlüsse (Inklusionen) und Verunreinigungen.
Bei über 500 °C, wie sie unter anderem bei hochtemperierten Fumarolen herrschen, besteht allerdings die Möglichkeit einer lückenlosen Mischkristallbildung zwischen Halit und dem Kaliumchlorid-Mineral Sylvin.

## Kristallstruktur

Kristallstruktur von Halit
Grau= Na^{+}; Grün= Cl^{−}

Halit kristallisiert kubisch in der Raumgruppe Fm3m (Raumgruppen-Nr. 225) mit dem in mehreren Messungen aus dem Jahre 2004 ermittelten, durchschnittlichen Gitterparameter a = 5,640 Å sowie vier Formeleinheiten pro Elementarzelle.
Die NaCl-Struktur besteht aus einem Ionengitter mit zwei ineinandergestellten und um eine halbe Kantenlänge versetzten, kubisch-flächenzentrierten Kristallgittern. Jedes Natriumkation ist dabei oktaedrisch von 6 Chloridanionen und jedes Chloridanion ebenfalls oktaedrisch von 6 Natriumkationen umgeben. Diese Art des Kristallaufbaus durch Ionenbindung erklärt auch die geringe Härte bei gleichzeitig vollkommener Spaltbarkeit und Sprödigkeit, da zum einen die Bindungskräfte der relativ großen Ionen nur schwach sind und zum anderen bereits bei geringer Scherbeanspruchung Ionen mit gleicher, sich abstoßender elektrischer Ladung aufeinandertreffen und den Kristall an der Stelle auseinandertreiben. Seine Kristallstruktur ist isotyp mit Galenit.

## Eigenschaften

### Farbe
Durch Einlagerung von Hämatit nehmen die Halit-Kristalle eine rötliche Farbe an, bei Einlagerung von Limonit eine eher gelbliche. Beimengungen von Tonmineralen oder Bitumen lassen Halit grau bis bräunlichschwarz erscheinen.
Bei blauvioletten Haliten, deren Färbung meist ein wolkiges Erscheinungsbild hat, wird die Farbe durch kolloidal im Kristall verteilte Natriumionen verursacht. Ursache dafür ist die Strahlung radioaktiver Substanzen, die Natriumionen auf Zwischengitterplätze abdrängen können und dadurch Farbzentren im Kristall erzeugen. Ähnliche Verfärbungen lassen sich auch künstlich erzeugen, indem man Halitkristalle ionisierender Strahlung aussetzt oder sie erwärmt und elektrischen Gleichstrom hindurchleitet.

### Fluoreszenz

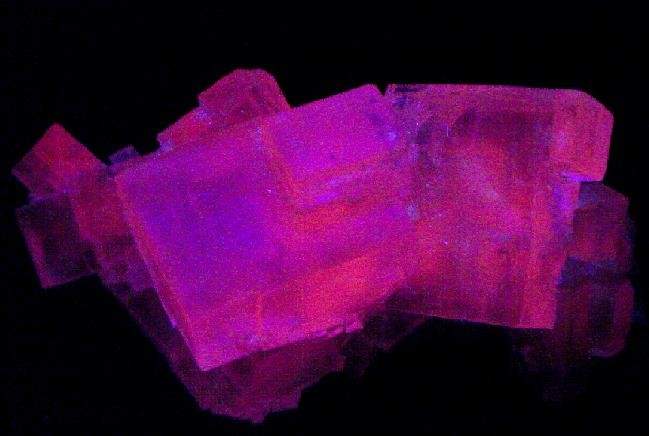
Halit mit rotvioletter Fluoreszenz aus der Wieliczka-Mine, Małopolskie, Polen (Größe: 11,0 × 6,8 × 4,0 cm)

Unter UV-Licht zeigen manche Halite verschiedenfarbige Fluoreszenz, die jedoch abhängig von der Wellenlänge der UV-Strahlung sowie der Art der eingelagerten Elementen und damit vom Fundort ist.
Allgemein wird eine rötliche Fluoreszenz unter kurzwelligem UV-Licht angegeben, die bei Einlagerung organischer Substanzen aber auch grünlich sein kann. Ebenso kann auch unter langwelligem UV-Licht eine rötliche oder grünlichorange Fluoreszenz auftreten.

### Weitere Eigenschaften
Halit ist leicht löslich in Wasser und hat den typischen salzigen Geschmack. Er ist zudem ein ausgezeichneter Wärmeleiter und im erwärmten Zustand auch ein guter elektrischer Leiter.
Der Schmelzpunkt von Halit liegt bei 801 °C.
Chemisch reiner Halit ist nicht hygroskopisch, erlangt diese Eigenschaft der Aufnahme von Feuchtigkeit aus der Umgebung jedoch durch Beimengungen des extrem hygroskopischen Minerals Bischofit (MgCl2·6H2O).

## Modifikationen und Varietäten
Als Huantajayit wird eine Halit-Varietät mit etwa 3 bis 11 % Chlorargyrit (AgCl) bezeichnet.

## Bildung und Fundorte

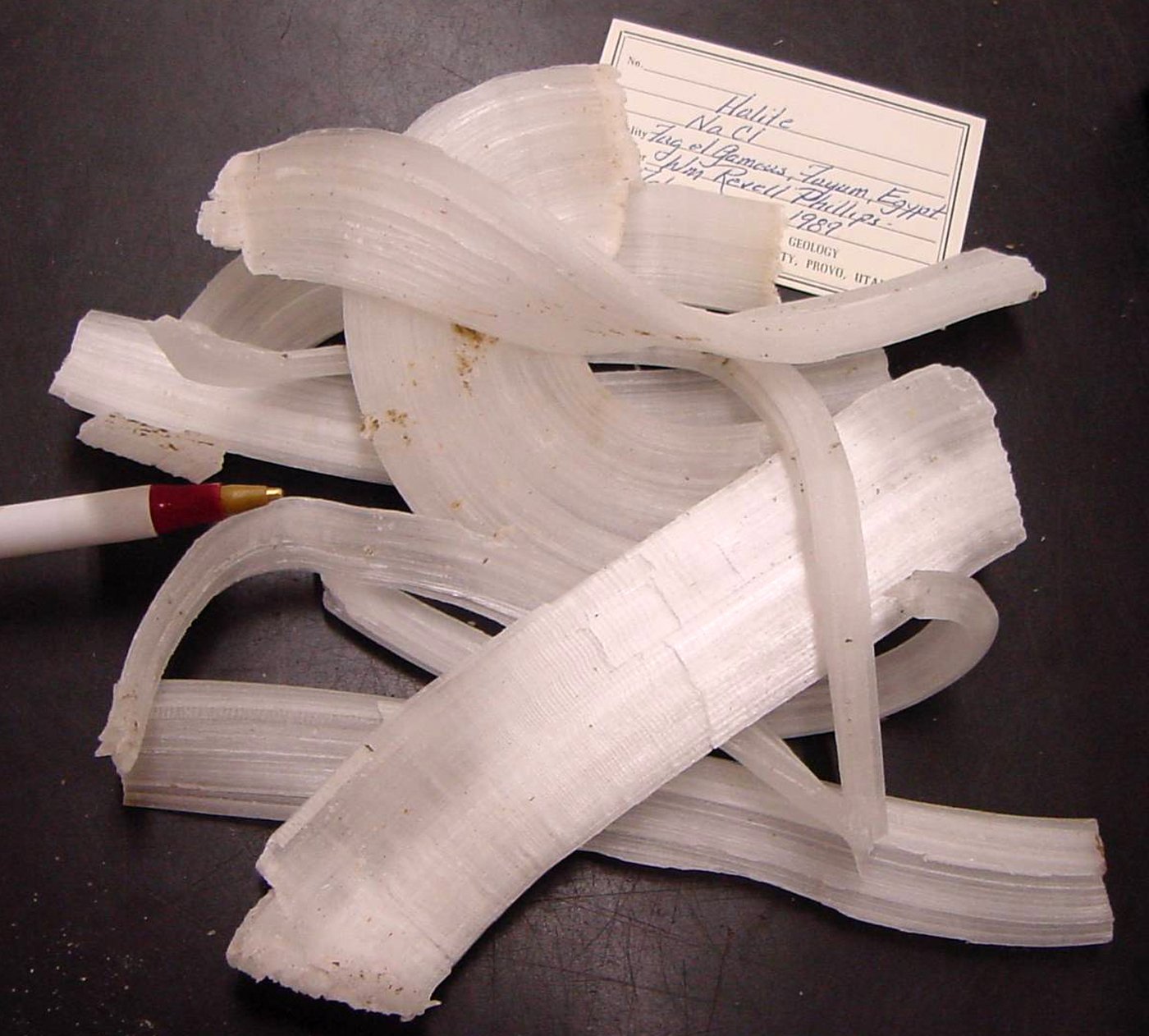
Faserige Halitkristalle aus Fayum, Ägypten

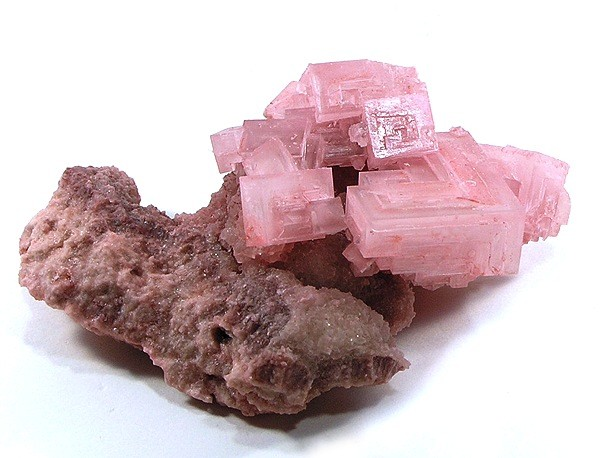
Durch Bakterien rosa gefärbter Halit auf einer Kruste aus Nahcolith vom Searles Lake, San Bernardino County, Kalifornien, USA

Halit tritt in massiver, gekörnter oder kristalliner Form in Sedimentgesteinen auf. Es bildet sich durch Kristallisation aus Meerwasser und ist in den dabei entstehenden Ablagerungsschichten (Evaporit) mit anderen weniger wasserlöslichen Mineralen Calcit und Anhydrit vergesellschaftet. Anhydrit Ca[SO4] ist aus dem ursprünglich kristallisierten Gips Ca[SO4] • 2 H2O durch Entwässerung hervorgegangen. Steinsalz-Ablagerungen, die tief versenkt wurden, verhalten sich unter Druck plastisch und verformen sich oft zu riesigen Strukturen, Salzmauern oder Salzstöcken. Selten findet sich Steinsalz auch als Sublimat in Vulkanschloten oder Fumarolen unter anderem am Ätna und am Vesuv in Italien.
Weltweit sind bisher über 1300 Vorkommen für Halit dokumentiert (Stand: 2023). Bedeutende Fundorte in Mitteleuropa sind die riesigen Salzlagerstätten aus dem oberen Perm (Zechstein) im Untergrund Norddeutschlands („Zechsteinmeer“), zum Teil mit Kalisalzen. Gewinnung von Steinsalz findet noch bei Bernburg statt, früher zum Beispiel in Staßfurt. Dazu führt der mittlere Muschelkalk in Baden-Württemberg Steinsalzschichten (Heilbronn, Stetten auf der Schwäbischen Alb), die sich in die Schweiz fortsetzen (Rheinfelden, Schweizerhalle, besonders mächtig erbohrt bei Porrentruy). In Österreich sind zu nennen Bad Aussee (Steiermark) und früher Hall (Tirol), Hallein (Salzburg) und Hallstatt (Salzkammergut). Berühmt geworden ist auch der Salzstock im polnischen Wieliczka.
Die größten Salzkristalle der Welt mit Kantenlängen von über 1,10 m findet man in der Kristallgrotte im Erlebnisbergwerk Merkers in Thüringen. Immerhin 10 cm Kantenlänge erreichen die Halitwürfel aus den Fundorten Wieliczka und Bochnia in Polen.
Weitere Fundorte liegen unter anderem in Afghanistan, Ägypten, Algerien, der Antarktis, Argentinien, Äthiopien, Australien, Aserbaidschan, Belgien, Bolivien, Bosnien und Herzegowina, Brasilien, Chile, der Volksrepublik China, Dänemark, Deutschland, der Dominikanischen Republik, Dschibuti, Finnland, Frankreich, Griechenland, Indien, im Iran, in Island, Italien, Japan, Kanada, Kasachstan, Kenia, Kolumbien, der Demokratischen Republik Kongo, Marokko, Mexiko, Namibia, den Niederlanden, Neuseeland, Norwegen, Österreich, Pakistan, der gesamten Region Palästina (Israel, Golanhöhen, Gazastreifen, Westjordanland und Jordanien), Panama, Peru, Polen, Portugal, Rumänien, Russland, Saudi-Arabien, Schweden, Schweiz, Serbien, Slowakei, Spanien, Südafrika, Syrien, Tansania, Tschechien, Tunesien, Türkei, Turkmenistan, der Ukraine, Ungarn, Venezuela, dem Vereinigten Königreich (Großbritannien), den Vereinigten Staaten (USA) und Belarus. Außerhalb der Erde konnte das Mineral noch auf dem Mond in den Gesteinsproben des Mare Crisium nachgewiesen werden.

## Verwendung

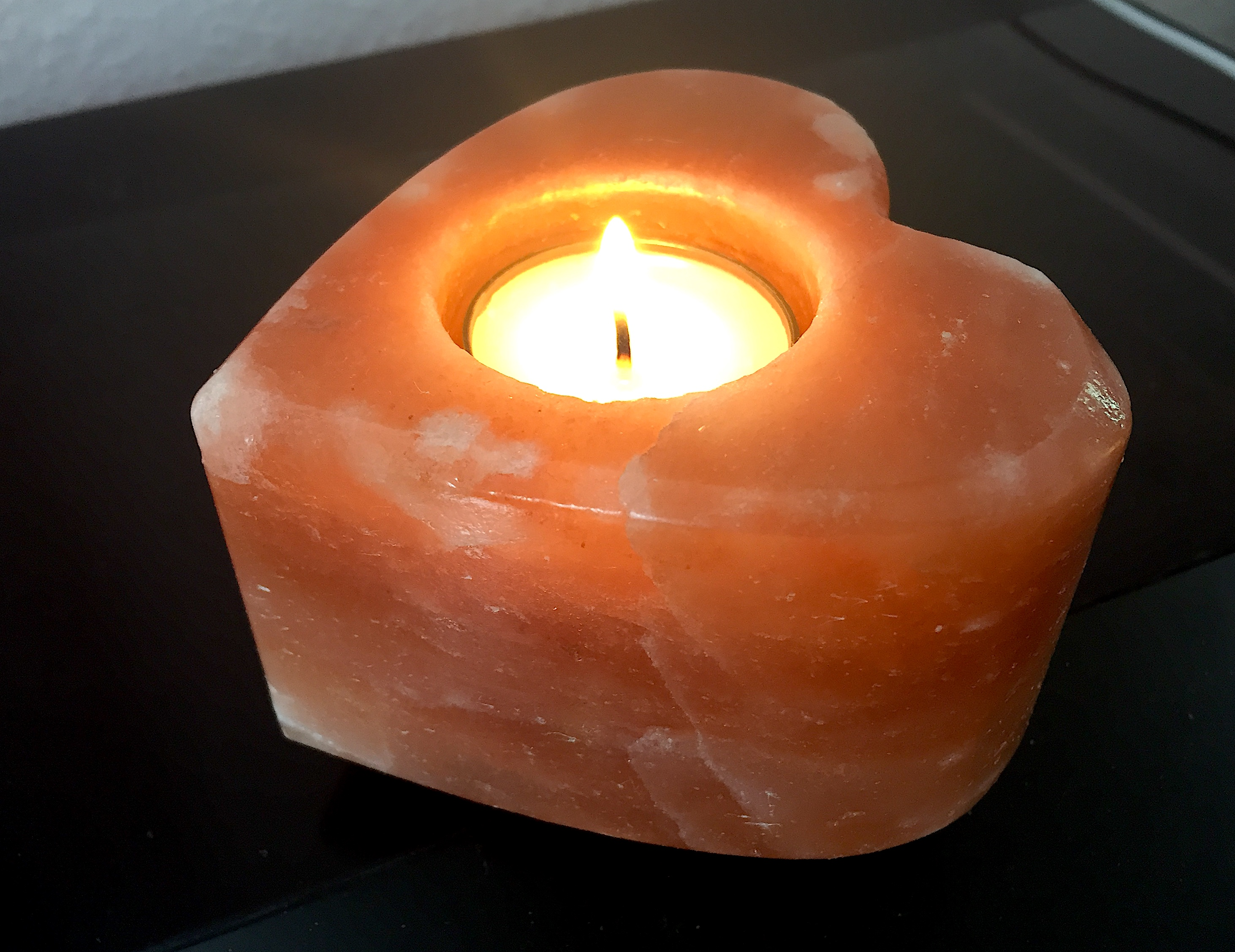
Herzförmiger Teelicht-Kerzenhalter aus einem Halitbrocken

Das aus dem Steinsalz gewonnene Halit wird, wie auch auf andere Weise gewonnenes Natriumchlorid, als Speisesalz, Auftausalz, in der Lebensmittelindustrie und auch in der Medizin verwendet. Es ist daher von großer ökonomischer Bedeutung.
Vor allem in Deutschland, Österreich, den USA und Kanada wird Steinsalz noch heute in Salzbergwerken bergmännisch oder durch Laugung (Kavernen) gewonnen. Sein Abbau im Salzkammergut ist bereits für die Zeit der Kelten belegt. Das größte Steinsalzbergwerk Deutschlands befindet sich unter der Stadt Heilbronn. Die abgebauten Kammern sind zusammengenommen über 400 km lang.
Des Weiteren ist Halit bzw. Steinsalz der wichtigste Rohstoff zur Gewinnung von elementarem Natrium und Chlor, die mittels Schmelzflusselektrolyse dargestellt werden.